# シークレット・ストーリー
『シークレット・ストーリー』（Secret Story）は、1992年にリリースされたパット・メセニーのアルバムで、1993年にグラミー賞のベスト・コンテンポラリー・ジャズ・アルバムを受賞した。すべての音楽がメセニー（1曲で共同クレジット）によって作曲されており、彼の最も野心的かつ成功したスタジオ・アルバムの1つであり、ジャズ、ロック、ワールドミュージックの要素を統合している。演奏面では、カンボジア・ロイヤル・バレエのピン・ペアト・オーケストラ、ロンドン管弦楽団とその指揮者ジェレミー・ルボック、カンボジア王宮の合唱団、トゥーツ・シールマンス、ライル・メイズとのコラボレーションが含まれている。 

## 背景
オープニング曲「アバヴ・ザ・トゥリートップス」は、カンボジアのスピリチュアル・ソングをアレンジしたもの。「アントニア」などの他の作品は、東ヨーロッパの影響を受けている。日本のピアニストにして歌手である矢野顕子が「アズ・ア・フラワー・ブロッサムズ」に参加し、アルバムで唯一の共作クレジットを獲得している。矢野はそれ以前にも、1991年のアルバム『LOVE LIFE』の「いいこ いいこ（GOOD GIRL）」「愛はたくさん（LOTS OF LOVE）」「LOVE LIFE」や、2曲のメセニー・カバー、『WELCOME BACK』（1989年）の「“It's For You”」（メセニーはアルバムのその他2曲でも演奏がフィーチャーされている）と『SUPER FOLK SONG』（1992年）の「PRAYER」で、メセニーとコラボレーションしていた。アルバムのオーケストラ・アレンジはジェレミー・ルボックが行った。
メセニーはコンサート・ツアーで『シークレット・ストーリー』を取り上げ、ニュージャージー州ニューブランズウィックでのライブ・パフォーマンスがビデオとして録画され発売されている。『シークレット・ストーリー・ライヴ』と呼ばれるこのフィルムは、2001年にDVDで再発された。
このアルバムは、1995年12月1日にRIAAによってゴールド認定された。

## 反響
オールミュージックのレビュアーであるトム・ジュレックは、アルバムに星4.5を授与した。

## リマスター
2007年9月、アルバムは、大幅にレタッチされたミックスと、同じセッションからの5つの未発表曲のボーナスCDとともに再発された。リマスターはWEAとノンサッチ・レコードから発売された。

## 収録曲
| 全作曲: 特記以外はパット・メセニー。 | |      |                             |       |
| #                                    | タイトル | 作詞 | 作曲・編曲                  | 時間  |
| 1.                                   | 「アバヴ・ザ・トゥリートップス - "Above the Treetops"」                                                         |      | 特記以外は パット・メセニー | 2:43  |
| 2.                                   | 「フェイシング・ウエスト - "Facing West"」                                                                      |      | 特記以外は パット・メセニー | 6:05  |
| 3.                                   | 「カシードラル・イン・ア・スーツケース - "Cathedral in a Suitcase"」                                            |      | 特記以外は パット・メセニー | 4:52  |
| 4.                                   | 「ファインディング・アンド・ビリーヴィング - "Finding and Believing"」                                          |      | 特記以外は パット・メセニー | 10:00 |
| 5.                                   | 「ザ・ロンゲスト・サマー - "The Longest Summer"」                                                               |      | 特記以外は パット・メセニー | 6:34  |
| 6.                                   | 「サンライト - "Sunlight"」                                                                                     |      | 特記以外は パット・メセニー | 3:53  |
| 7.                                   | 「レイン・リヴァー - "Rain River"」                                                                             |      | 特記以外は パット・メセニー | 7:09  |
| 8.                                   | 「オールウェイズ・アンド・フォーエヴァー - "Always and Forever"」                                               |      | 特記以外は パット・メセニー | 5:26  |
| 9.                                   | 「シー・ザ・ワールド - "See the World"」                                                                        |      | 特記以外は パット・メセニー | 4:48  |
| 10.                                  | 「アズ・ア・フラワー・ブロッサムズ - "As a Flower Blossoms (I Am Running to You)"」(パット・メセニー、矢野顕子) |      | 特記以外は パット・メセニー | 1:53  |
| 11.                                  | 「アントニア - "Antonia"」                                                                                      |      | 特記以外は パット・メセニー | 6:11  |
| 12.                                  | 「ザ・トゥルース・ウィル・オールウェイズ・ビー - "The Truth Will Always Be"」                                   |      | 特記以外は パット・メセニー | 9:15  |
| 13.                                  | 「テル・ハー・ユー・ソー・ミー - "Tell Her You Saw Me"」                                                        |      | 特記以外は パット・メセニー | 5:11  |
| 14.                                  | 「ノット・トゥ・ビー・フォーガトゥン - "Not to Be Forgotten (Our Final Hour)"」                                 |      | 特記以外は パット・メセニー | 2:22  |

付記
- 2007年のデラックス・エディション再発盤のボーナスCD。小冊子とパッケージのボーナス・ディスクの2〜4曲目の番号表記が間違っている。以下のトラック・リストが、ディスクに表示される通りのもの[5][6]。

| 全作曲: パット・メセニー。 |                                                                                           |      |                  |      |
| #                          | タイトル                                                                                  | 作詞 | 作曲・編曲       | 時間 |
| 1.                         | 「バック・イン・タイム - "Back in Time"」                                                 |      | パット・メセニー | 5:22 |
| 2.                         | 「ルック・アヘッド - "Look Ahead"」                                                       |      | パット・メセニー | 4:05 |
| 3.                         | 「アンダースタンディング - "Understanding"」                                              |      | パット・メセニー | 2:14 |
| 4.                         | 「ア・チェンジ・イン・サーカムスタンス - "A Change in Circumstance"」                     |      | パット・メセニー | 1:19 |
| 5.                         | 「アズ・イフ・イット・ワー・ジ・エンド - "Et si c’était la fin (As If It Were the End)"」 |      | パット・メセニー | 3:40 |

## パーソネル
- パット・メセニー (Pat Metheny) - ギター、ベース、キーボード
- アーマンド・マーサル (Armando Marçal) - パーカッション (1–7、9、12曲目)
- スティーヴ・ロドビー (Steve Rodby) - ダブルベース、ベース (4-7、9、11曲目)
- ポール・ワーティコ (Paul Wertico) - ドラム (4–5、7–9、11曲目)
- ナナ・ヴァスコンセロス (Naná Vasconcelos) - パーカッション (1、4–5、10–12曲目)
- スティーヴ・フェローン (Steve Ferrone) - ドラム (3–5、12曲目)
- ウィル・リー (Will Lee) - ベース (4、6、12曲目)
- ギル・ゴールドスタイン (Gil Goldstein) - アコーディオン (4、7、9曲目)
- ライル・メイズ (Lyle Mays) - ピアノ、キーボード (2、6曲目)
- トゥーツ・シールマンス (Toots Thielemans) - ハーモニカ (8、11曲目)
- チャーリー・ヘイデン (Charlie Haden) - ダブルベース (1、8曲目)
- ダニー・ゴットリーブ (Danny Gottlieb) - シンバル・ロール、パーカッション (3、11曲目)
- マーク・レッドフォード (Mark Ledford) - ボーカル (3、4曲目)
- ライアン・カイザー (Ryan Kisor) - トランペット、フリューゲルホルン (9曲目)
- マイク・メセニー (Mike Metheny) - トランペット、フリューゲルホルン (9曲目)
- マイケル・モスマン (Michael Mossman) - トランペット、フリューゲルホルン (9曲目)
- デイヴ・バーゲロン (Dave Bargeron) - トロンボーン、チューバ (9曲目)
- トム・マローン (Tom Malone) - トロンボーン (9曲目)
- デイヴ・テイラー (Dave Taylor) - バス・トロンボーン (9曲目)
- ジョン・クラーク (John Clark) - フレンチホルン (9曲目)
- アンディ・フィンドン (Andy Findon) - フルート (7曲目)
- ステイラ・カンガ (Skaila Kanga) - ハープ (13曲目)
- アンソニー・ジャクソン (Anthony Jackson) - コントラバス・ギター (9曲目)
- サミー・メレンディーノ (Sammy Merendino) - ドラム (6曲目)
- 矢野顕子 (Akiko Yano) - ボーカル (10曲目)

## テクニカル
- パット・メセニー - プロデューサー
- スティーヴ・ロドビー、デヴィッド・オークス - 共同プロデューサー
- テッド・ジェンセン - マスタリング
- ニューヨーク、パワー・ステーションにて1991年秋から1992年冬にかけて録音[7]

## 受賞歴
グラミー賞
| 受賞年 | カテゴリー                                 |
| ------ | ------------------------------------------ |
| 1993   | ベスト・コンテンポラリー・ジャズ・アルバム |